# Donna Amato
Donna Amato (Pittsburgh, ...) è una pianista statunitense.
I suoi primi studi sono stati con il rinomato insegnante e virtuoso Ozan Marsh. Nei primi anni ottanta si trasferì in Europa per studiare con Louis Kentner a Londra e con Gaby Casadesus a Parigi. Ricevette anche una borsa di studio per suonare per le masterclass di Guido Agosti a Siena, ottenendo il massimo dei riconoscimenti, il Diploma d'Onore.
Studi in Messico con Angelica Morales von Sauer risultarono in concerti in tutto il paese oltre a diverse esecuzioni in molte città europee, statunitensi, e trasmissioni radio sulla BBC.
Recentemente sta affrontando la musica virtuosistica di Kaikhosru Shapurji Sorabji. Registra per l'etichetta discografica Altarus Records.